# Козице (Столац)
Козице су насељено мјесто у Босни и Херцеговини, у општини Столац, које административно припада Федерацији Босне и Херцеговине. Према попису становништва из 2013. године, у насељу је живјело 145 становника.

## Историја
Усташе су у љето 1941. из Козица одвеле 120 Срба и бациле их у јаму Бивоље Брдо. Ексхумација остатака жртава је извршена у децембру 1990.

## Становништво
| Националност       | 1991. |
| Срби               | 120   |
| Хрвати             | 5     |
| Југословени        | 1     |
| остали и непознато |       |
| Укупно             | 126   |

| Демографија | Демографија | Демографија |
| Година      | Становника  | Становника  |
| ----------- | ----------- | ----------- |
| 1991.       | 126         |             |
| 2013.       | 145         |             |

## Знамените личности
- Бранко Шотра, српски сликар
- Здравко Шотра, српски режисер